# Izea armata
Izea armata is een hooiwagen uit de familie Assamiidae.